# Villeneuve-la-Rivière
Villeneuve-la-Rivière (en catalán Vilanova de la Ribera, antiguamente Vilanova de Roter) es una comuna francesa situada en el departamento de Pirineos Orientales y la región de Languedoc-Rosellón, en la comarca del Rosellón. Tenía 1.309 habitantes en 2007.
Sus habitantes reciben el gentilicio de Villeneuvois en francés y de Vilanovins en catalán.
Inicialmente dependiente de Baho, la primera mención documentada data del siglo IX. El nombre de Roter probablemente sería su fundador o propietario, de origen franco, a partir de Rotardus o Rotarius. A partir del siglo XV se la empieza a denominar "de la Ribera" como todo el valle bajo del Têt.
Pertenece a la Communauté d'agglomération Perpignan Méditerranée.

## Demografía
| 609 | 632 | 569 | 910 | 901 | 1,052 |
| Para los censos de 1962 a 1999 la población legal corresponde a la población sin duplicidades (Fuente: INSEE [Consultar]) |     |     |     |     |       |

## Hermanamiento
- El Valle, España[3]